# 東京リーダー・ターフェル・フェライン
東京リーダー・ターフェル・フェライン（とうきょうリーダー・ターフェル・フェライン）は、1925年（大正14年）に、作詞家・作曲家であった東辰三が主催した、社会人アマチュアコーラスグループ。
1937年（昭和12年）「つわものの歌」、1938年（昭和13年）「荒鷲の歌」、などがヒット。
主に、国民歌謡で活躍した。
1968年（昭和43年）ドイツ合唱連盟祭に招待されて訪独。第1回訪独演奏旅行。
帰国後、当団の名称のフェラインを削除し「男声合唱団東京リーダーターフェル1925」と改称。

2025年の創立100周年を目指して活動を続けている。
（詳細は「東京リーダーターフェル1925」のページを確認下さい）
| スタブアイコン | サブスタブ | この項目は、まだ閲覧者の調べものの参照としては役立たない、音楽関係者（バンド等）に関連した書きかけの項目です。この項目を加筆・訂正などしてくださる協力者を求めています（P:音楽/PJ:芸能人）。 |